# Polizeiruf 110: Katz und Kater
Katz und Kater ist ein deutscher Kriminalfilm von Manfred Stelzer aus dem Jahr 1998. Der Fernsehfilm erschien als 202. Folge der Filmreihe Polizeiruf 110.

## Handlung
In Schwerin melden mehrere Politessen, dass ihre Katzen plötzlich gestorben sind. Untersuchungen ergeben, dass es sich nicht um einen Racheakt von Autofahrern handelt, sondern ein Erpresser den Katzenfutterkonzern Catfresh über vergiftete Katzennahrung unter Druck setzen will. Offiziell teilt Pressesprecher Klaus Lederer den Ermittlern Jens Hinrichs und Kurt Groth mit, dass der Erpresser 500.000 D-Mark haben will, um mit dem Vergiften der Katzennahrung aufzuhören. In Wirklichkeit hat der Erpresser an Catfresh jedoch die Forderung gestellt, ein bestimmtes Model einer Catfresh-Werbung im Tausch gegen sein Stillhalten zu bekommen. Lederer und sein Vorgesetzter Dr. Moser glauben, es mit einem Irren zu tun zu haben. Sie schalten Detektiv Wollfuß und seine Männer ein. Zudem nehmen sie Kontakt mit Model Caroline Petersen auf und bitten sie, als Kurier bei der vermeintlichen Geldübergabe zu fungieren, habe der Erpresser sich dies doch gewünscht. Caroline erhält für den „Job“ 50.000 D-Mark. Sie wird mit Mikro und Sendern ausgestattet, sodass Lederer und Wollfuß während der Geldübergabe jederzeit zu ihr Kontakt haben. Die Aktion geht jedoch schief. Der Erpresser Max, der sich als Taxifahrer getarnt hat, entkommt den Beschattern. Die finden wenig später nur das leere Taxi. Offensichtlich wurde Caroline zudem komplett entkleidet, sodass sämtliche Sender nutzlos sind.
Caroline erwacht, nur mit einem Pelz bekleidet, in einer Motordraisine, die zu einer Hallig unterwegs ist. Sie will fliehen und Max lässt sie aussteigen, doch ist das Land weit und leer, soweit das Auge reicht. Max ist in der kalten Herbstzeit der einzige, der auf der Hallig lebt. Die Schienen zum Haus werden regelmäßig von der Flut überspült. Caroline versucht zunächst vergeblich, zu fliehen, kommt nie weit und arrangiert sich schließlich mit ihrem Leben mit Max. Der bedrängt sie nicht, sondern hatte sie sich einfach nur als zukünftige Ehefrau gewünscht, die er zuvor aus der unmenschlichen Großstadt- und Werbewelt retten musste. Er hofft, dass beide sich mit der Zeit aneinander gewöhnen und sich lieben lernen. Ungestüme Verführungsversuche Carolines wehrt er verblüfft ab, und sie erkennt, dass es ihm wirklich ernst ist. Ihre Hoffnung auf Rettung zerschlägt sich zudem, als sie im Radio von einer Pressekonferenz hört, in der Lederer und Moser verkünden, dass der Fall für sie abgeschlossen sei, da der Erpresser das Geld erhalten habe.
In Schwerin versucht unterdessen Wollfuß, aus seinem Wissen um das Verschwinden Carolines Profit zu schlagen. Er erpresst seinerseits Moser um 200.000 D-Mark, die der ursprüngliche Erpresser fordere. Dies kriegen Hinrichs und Groth mit, die glauben, dass es zu einer erneuten Geldübergabe kommen wird und sie so den Erpresser fassen können. Von Caroline wissen sie nichts. Erst Mike Fabian, der Caroline zu ihrem Treffen mit Lederer und Moser gebracht hatte, wird ungeduldig, als Caroline auch nach mehreren Tagen wie vom Erdboden verschluckt bleibt. Obwohl er von Wollfuß bedroht wird, geht er zu Hinrichs und Groth. Die wiederum stellen Wollfuß zur Rede, der schließlich alles beichtet. Er gibt ihnen auch eine Postkarte, die Caroline von der Hallig aus heimlich verschicken konnte und in der sie auf ihren Aufenthaltsort nahe Dagebüll verweist.
Caroline gibt sich unterdessen verliebt und Max glaubt ihr. Sie küssen sich und schlafen miteinander. Max nimmt Caroline schließlich mit zum Einkauf aufs Festland. Hier erkennt die Kassiererin eines Supermarkts Caroline, wird nach ihr doch inzwischen in der Zeitung gesucht. Max rennt panisch aus dem Supermarkt und fährt mit Caroline zurück auf die Hallig. Die Kassiererin alarmiert Hinrichs und Groth, die mit weiteren Polizisten per Draisine zur Hallig fahren. Max weiß, dass die Ermittler in Kürze auf der Hallig erscheinen werden. Da er nicht mit Caroline leben können wird, jedoch auch nicht von ihr getrennt sein will, plant er ihren gemeinsamen Tod. Er steckt das Haus an, doch gelingt es Caroline, durch einen Trick das Haus zu verlassen. Max kommt in den Flammen um, Caroline blickt in die Flammen und beginnt zu weinen.

## Produktion
Katz und Kater wurde ab November 1997 in Schwerin und Umgebung sowie Dagebüll und Umgebung (mit Halligbahn) gedreht. Die Kostüme des Films schuf Heidi Plätz, die Filmbauten stammen von Peter Bausch und Marion Strohschein. Der Film erlebte am 14. Juni 1998 im Ersten seine Fernsehpremiere. Die Zuschauerbeteiligung lag bei 19,6 Prozent.
Es war die 202. Folge der Filmreihe Polizeiruf 110. Die Kommissare Hinrichs und Groth ermittelten in ihrem 11. Fall.

## Kritik
„Diesmal […] erwiesen sich die wackeren Kommissare [Hinrichs und Groth] als Kriminaler der traurigen Gestalt. Der neueste Fall lief ziemlich an ihnen vorbei“, befand die Leipziger Volkszeitung. Zwar beginne der Film als Krimi, entwickle sich jedoch „zu einer Art Psychostudie um Einsamkeit und krankhafte Liebe“, trete in der zweiten Hälfte auf der Stelle und sei am Ende nichtssagend. Vor allem die Motive des Täters blieben im Dunkeln. Katz und Kater sei eine „krimiuntypische Geschichte, hübsch ausgemalt und irgendwie auch angenehm in der Bedächtigkeit, aber letztlich zu wenig pointiert.“
Auch wenn der Film tragisch endete, sei er „wieder ein origineller, zuweilen hochamüsanter, bedrückend schön fotografierter und klasse besetzer Manfred-Stelzer-Film“ gewesen, urteilte die Sächsische Zeitung, schränkte jedoch ein, dass er „den Namen Krimi nicht verdiente“. Auch wenn Katz und Kater weniger Krimi als vielmehr Drama sei, sei er „nichtsdestotrotz spannend und bis in die Nebenrollen wunderbar gespielt, vor allem wunderbar kauzig“, schrieb die Mitteldeutsche Zeitung.